# Tsukasa
Tsukasa (jap. つかさ, ツカサ) – imię japońskie noszone głównie przez mężczyzn, rzadko przez kobiety.

## Możliwa pisownia
Tsukasa można zapisać używając wielu różnych znaków kanji i może znaczyć m.in.:
jako imię męskie
- 司, „kontrola”
- 士, „dżentelmen/samuraj”

## Znane osoby
- Tsukasa Dokite (司), japoński animator i projektant postaci
- Tsukasa Hirota,  japoński lekarz, pediatra
- Tsukasa Hōjō (司), japoński mangaka
- Tsukasa Kotobuki (つかさ), japoński projektant postaci
- Tsukasa Tawada (吏), japoński kompozytor muzyki do gier wideo i projektant efektów dźwiękowych
- Tsukasa Watanabe (司), japoński profesjonalny golfista

## Fikcyjne postacie
- Tsukasa (司), główny bohater serii .hack//SIGN
- Tsukasa Domyoji (司), główny bohater serii Hana Yori Dango
- Tsukasa Hiiragi (つかさ), bohaterka mangi i anime Lucky Star
- Tsukasa Nishino (つかさ), bohaterka mangi i anime Strawberry 100%
- Tsukasa Kadoya (士), główny bohater serii tokusatsu Kamen Rider Decade
- Tsukasa Kazuki (司), bohater mangi i anime Romantic Killer
- Tsukasa Yugi (つかさ), bohater mangi i anime Hanako, duch ze szkolnej toalety